# Salobreña
Salobreña est une commune située dans la partie centre-Ouest de la province de Grenade dans la communauté autonome d'Andalousie en Espagne.

## Géographie

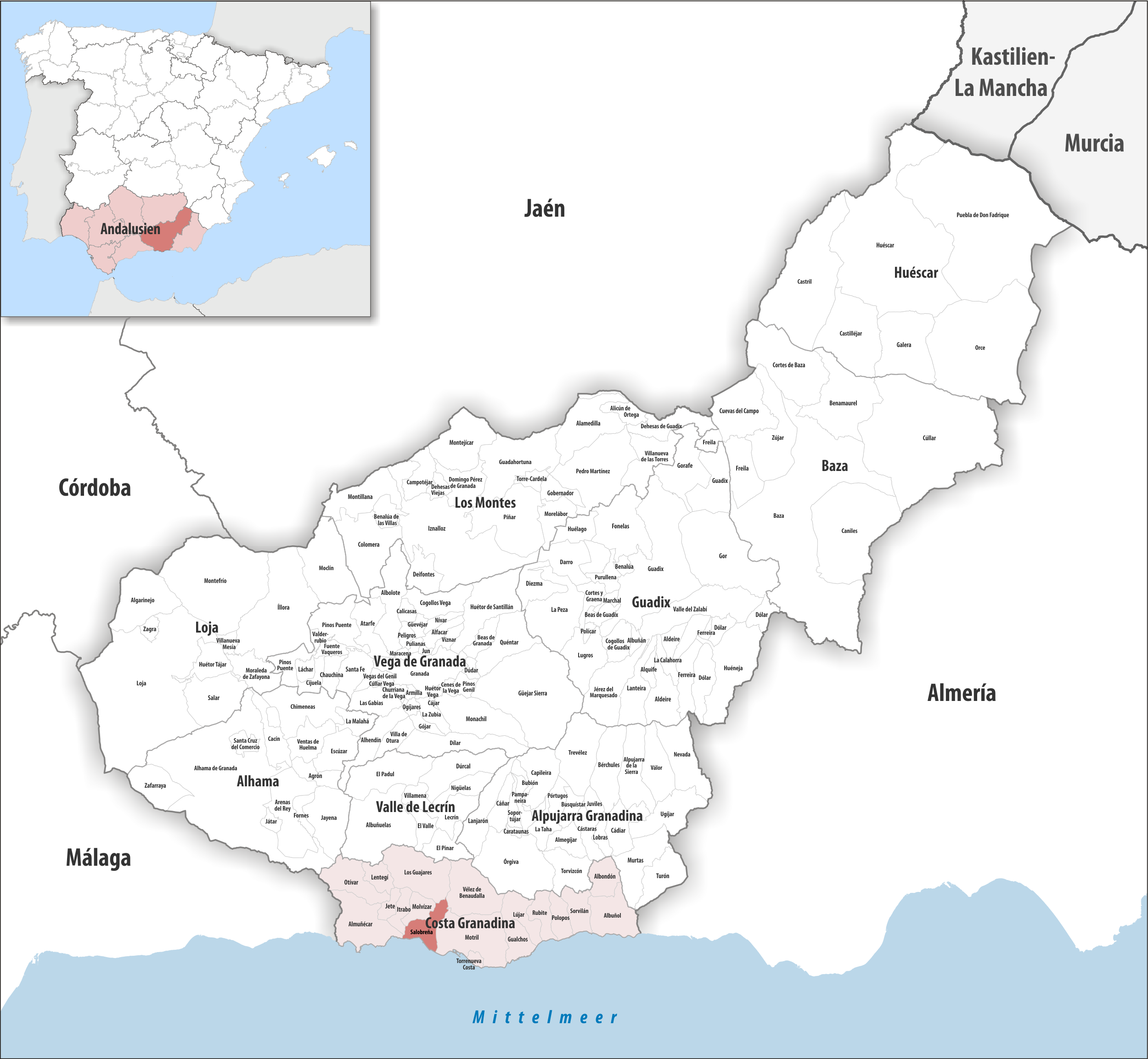
Salobreña dans la comarque Côte grenadine, province de Grenade / en Andalousie

### Localisation
La commune de Salobreña se trouve dans le sud  de l'Espagne, dans la partie est de la province de Grenade et au centre-nord de la comarque Côte grenadine (en espagnol Costa Granadina).
Motril est à 8 km est ;
Grenade à 68 km nord ;
Madrid à 482 km nord ;
Gibraltar à 226 km ouest-sud-ouest (distances par route).

### Communes voisines
| Molvízar  | Los Guajares   | Vélez de Benaudalla |
| Ítrabo    | Salobreña      | Motril              |
| Almuñécar | (Méditerranée) |                     |

### Généralités
Le cañón du Guadalfeo, dit Tajo de los Vados, aussi connu comme Garganta del Dragón ou Garganta de Escalate, est partagé entre Salobreña, Vélez de Benaudalla et Motril.
La Toba (es) traverse la commune et conflue avec le Guadalfeo juste à l'entrée du Tajo de los Vados.

## Histoire
En août 1992 des fouilles d'urgence mettent au jour dix horizons culturels au peñón de Salobreña.

Par leurs céramiques, les cinq premiers niveaux sont datés du Néolithique, de l'âge du cuivre, de l'âge du bronze, du Bronze final, des phéniciens, et des puniques de Selambina. Tous ont utilisé l'îlot du Peñón très ponctuellement. Mais à partir du IIe siècle av. J.-C. les Puniques de Selambina lui ont accordé la plus grande importance : ils en font un lieu de culte.

### Néolithique
Les premières colonies datent du Néolithique : les bergers semi-nomades fréquentent la zone, y compris la grotte du Gran Capitán près de Lobres.
Puis apparaît au Peñón de la céramique propre à l'époque du cuivre ; mais elle est désorganisée par des mélanges intervenus à l'époque romaine.
Jusqu'à l'époque du bronze, les activités au Peñón sont très ponctuelles et dépendent des habitants du territoire voisin. On note l'existence d'un enterrement collectif typique de l'âge du cuivre ; puis des tombes de la culture d'El Argar apparaissent sur le même site.

### Protohistoire et Antiquité
Certains fragments céramiques du Peñón appartiennent aux populations indigènes que les Phéniciens ont trouvées sur ces côtes quand ils fondèrent leurs premières usines commerciales : ce sont des formes de vases relatives au Bronze final (1000-800 av. J-C). 
Au VIIIe siècle av. J.-C. les Phéniciens débarquent sur ces côtes et y établissent une usine de salaison du poisson.[réf. nécessaire]
Vers le VIe siècle av. J.-C.[réf. nécessaire], elle est conquise par les Carthaginois (les Puniques).
Des céramiques puniques des IVe – IIIe siècle av. J.-C. apparaissent ensuite au Peñón ; elles sont peu nombreuses et elles aussi sont mélangées à  à des matériaux du Haut Empire romain.
À partir de l'époque du Hellénisme tardif, le Peñón de Selambina devient un sanctuaire maritime parfaitement encadré dans la tradition punique occidentale menée par Gadir (Cadix) et partagée avec d'autres villes comme Abdera (Adra), Malaka (Malaga), et la voisine Sexi (Almuñécar).
Après cette première phase impériale romaine, le Peñón voit des couches archéologiques de sédiments datés vers l'époque d'Auguste et, au plus tard, le début de l'époque tibérienne. S'ensuivent des constructions de plan rectangulaire, avec du sol en opus signinum, qu'on pourrait apparenter aux bassins de saumurage connus dans des établissements puniques et romains de la Méditerranée occidentale.
Sous la domination romaine, la ville intègre la province de Bétique et fait partie de l'itinéraire qui reliait Castulo à Malaka.[réf. nécessaire]
Les trouvailles de l'époque romaine tardive au Peñón sont du IVe siècle ; elles coïncident avec l'époque paléochrétienne de Silvanus, ce prêtre qui représente la Segalvina au concile d’Elvire (Grenade)dans les premières années du IVe siècle.
Le Peñón de cette époque a aussi livré deux sépultures humaines recouvertes de terre contenant des vestiges de sigillée du IVe siècle. On sait que les fouilleurs clandestins ont dépouillé d'autres tombes, et qu'en creusant des fondations pour un hôtel qui devait être construit au sommet du Peñón plusieurs autres tombes ont été détruites.

### Période musulmane
Sa période musulmane commence en 713 apr. J.-C., lorsque Abd al-Aziz, fils de Muza, occupe ces territoires. Cette étape dure plusieurs siècles et sa plus grande splendeur a lieu pendant la période nazari du royaume de Grenade, lorsqu'elle est appelée Salubania.[réf. nécessaire]
Ramiro Núñez de Guzmán, qui décrit les forteresses du royaume de Grenade, dit que la forteresse de Salobreña est l'une des plus importantes sur la partie ouest de la côte du royaume, possédant d'excellentes défenses naturelles car construite sur un rocher de haute taille et entouré de mer.
En 1489 les chrétiens conquièrent Salobreña sur le roi nazari Boabdil.

En 1490, Boabdil veut récupérer un port méditerranéen pour recevoir des secours attendus d'Afrique. Il sort de Grenade en guerre, reprend la forteresse d'Alhendín et quelques autres châteaux perdus en 1489 (il ne les conserve pas longtemps), et marche sur Salobreña qu'il compte récupérer grâce à la trahison des maures mudéjars qui y vivent – et grâce aussi à l'absence d'un chef var à ce moment-là personne n'a été désigné à ce poste.
Le Peñón, sur la côte, est temporairement occupé par les partisans de Boabdil peu de temps après les capitulations et sert de base pour les attaques continues dirigées sur la forteresse de Salobreña défendue par Francisco Ramírez de Madrid, capitaine général de l'artillerie chrétienne dans les guerres de Grenade et secrétaire de la reine. Il devient le premier gouverneur post-conquête : il est nommé le 20 décembre 1490. De nouvelles capitulations interviennent, les chrétiens récupèrent le Peñón. Fernán Ramírez, fils de Francisco Ramírez, succède à ce dernier en 1504. 

Les émeutes, les attaques répétées et l'instabilité générale de cette région de la côte amène les autorités à interdire aux chrétiens de vivre à Motril : qu'ils aient ou non des intérêts économiques à Motril, ceux-ci doivent s'installer à Salobreña - là où se trouve la masse imposante du Peñón.

### XIXesiècle
Au début de 1810 les Français occupent cette zone, jusqu'à leur expulsion en 1812. Pendant la deuxième moitié du XIXe siècle surgit l'industrie du sucre, ce qui favorise le développement urbain du village.

## Démographie
| 1991  | 1996   | 2001   | 2004   | 2006   | 2007   | 2008   |
| ----- | ------ | ------ | ------ | ------ | ------ | ------ |
| 9 474 | 10 104 | 10 368 | 11 420 | 12 063 | 12 288 | 12 684 |

## Administration

### Jumelage
- Péronne (Somme) (France)